# Bộ Tổng tham mưu Quân đội nhân dân Việt Nam
Bộ Tổng tham mưu Quân đội nhân dân Việt Nam là cơ quan tham mưu chiến lược về quân sự, quốc phòng của Đảng và Nhà nước. Đồng thời là cơ quan chỉ huy cao nhất của Quân đội nhân dân và Dân quân tự vệ Việt Nam. Đứng đầu cơ quan này Tổng tham mưu trưởng, kể từ năm 1978, vị trí này kiêm nhiệm luôn chức vụ Thứ trưởng thường trực Bộ Quốc phòng.

## Lịch sử hình thành
Bộ Tổng tham mưu được xem là cơ quan tham mưu quân sự chính quy đầu tiên của Quân đội nhân dân Việt Nam, với ngày thành lập là ngày 7 tháng 9 năm 1945, theo nội dung chỉ thị của Chủ tịch Chính phủ Cách mạng lâm thời Việt Nam Dân chủ Cộng hòa Hồ Chí Minh giao cho ông Hoàng Văn Thái làm Tổng tham mưu trưởng đầu tiên của lực lượng vũ trang Việt Nam Giải phóng quân do Việt Minh lãnh đạo. 
Tuy nhiên, do áp lực của quân đội Trung Hoa Quốc Dân Đảng đòi giải thể lực lượng chính quy Việt Nam Giải phóng quân, tháng 11 năm 1945, Việt Nam giải phóng quân đổi tên thành Vệ quốc đoàn. Ngày 2 tháng 3 năm 1946, Kháng chiến Ủy viên Hội được thành lập với Võ Nguyên Giáp làm Chủ tịch; đến ngày 6 tháng 5 năm 1946, thì đổi tên thành Quân sự Ủy viên Hội theo Sắc lệnh 60-SL của Chủ tịch Hồ Chí Minh, gọi tắt là Quân ủy hội. Bộ Tổng tham mưu Vệ quốc đoàn chuyển thành Cục tham mưu, là một trong 5 cơ quan chuyên môn thuộc Quân ủy hội.Tháng 11 năm 1946, Bộ Quốc phòng sáp nhập với Quân sự Ủy viên Hội thành Bộ Quốc phòng - Tổng Chỉ huy, do Võ Nguyên Giáp làm Bộ trưởng Bộ Quốc phòng kiêm Tổng Chỉ huy Quân đội toàn quốc. Theo Sắc lệnh 47-SL ngày 1 tháng 5 năm 1947 của Chủ tịch nước, Bộ Tổng tham mưu là một trong 7 cơ quan chuyên môn của Bộ Tổng Chỉ huy.
Mãi đến sau năm 1975, khi Bộ Tổng Tư lệnh Quân đội nhân dân Việt Nam chấm dứt hoạt động, Bộ Tổng tham mưu chuyển về trực thuộc quyền quản lý hành chính của Bộ Quốc phòng.

## Lãnh đạo hiện nay
| Lãnh đạo Bộ Tổng tham mưu Quân đội Việt Nam \| Tổng tham mưu trưởng, Thứ trưởng Phó Tổng tham mưu trưởng Phó Tổng tham mưu trưởng Phó Tổng tham mưu trưởng \| Đại tướng Nguyễn Tân Cương Thượng tướng Huỳnh Chiến Thắng Thượng tướng Phùng Sĩ Tấn Thượng tướng Nguyễn Văn Nghĩa Thượng tướng Nguyễn Quang Ngọc Thượng tướng Thái Đại Ngọc Trung tướng Nguyễn Trọng Bình Thượng tướng Phạm Trường Sơn Thiếu tướng Nguyễn Bá Lực \| | |
| Tổng tham mưu trưởng, Thứ trưởng Phó Tổng tham mưu trưởng Phó Tổng tham mưu trưởng Phó Tổng tham mưu trưởng | Đại tướng Nguyễn Tân Cương Thượng tướng Huỳnh Chiến Thắng Thượng tướng Phùng Sĩ Tấn Thượng tướng Nguyễn Văn Nghĩa Thượng tướng Nguyễn Quang Ngọc Thượng tướng Thái Đại Ngọc Trung tướng Nguyễn Trọng Bình Thượng tướng Phạm Trường Sơn Thiếu tướng Nguyễn Bá Lực |

## Tổ chức
| STT | Tên đơn vị                             | Ngày thành lập                | Trần quân hàm | Lãnh đạo          | Địa chỉ                                                        |
| --- | -------------------------------------- | ----------------------------- | ------------- | ----------------- | -------------------------------------------------------------- |
| 1   | Văn phòng                              | 12.9.1945 (79 năm, 342 ngày)  | Thiếu tướng   | Trần Tuấn Hùng    | Số 7, Nguyễn Tri Phương, Q. Ba Đình, Hà Nội                    |
| 2   | Cục Chính trị                          | 8.6.1948 (77 năm, 73 ngày)    | Thiếu tướng   | Nguyễn Ngọc Đoàn  | Số 7, Nguyễn Tri Phương, Q. Ba Đình, Hà Nội                    |
| 3   | Cục Hậu cần                            | 9.9.1945 (79 năm, 345 ngày)   | Đại tá        | Vương Tuấn Sơn    | Số 59, Tôn Thất Thiệp, Q. Ba Đình, Hà Nội                      |
| 4   | Cục Cơ yếu                             | 12.9.1945 (79 năm, 342 ngày)  | Thiếu tướng   | Hoàng Văn Quân    | Số 7, Nguyễn Tri Phương, Q. Ba Đình, Hà Nội                    |
| 5   | Cục Tác chiến                          | 7.9.1945 (79 năm, 347 ngày)   | Trung tướng   | Nguyễn Huy Cảnh   | Số 7, Nguyễn Tri Phương, Q. Ba Đình, Hà Nội                    |
| 6   | Cục Tác chiến điện tử                  | 30.4.1992 (33 năm, 112 ngày)  | Trung tướng   | Nguyễn Long Biên  | Số 15 Hoàng Sâm, P. Nghĩa Đô, Q. Cầu Giấy, Hà Nội              |
| 7   | Cục Quân lực                           | 8.9.1945 (79 năm, 346 ngày)   | Thiếu tướng   | Lê Văn Hướng      | Số 7, Nguyễn Tri Phương, Q. Ba Đình, Hà Nội                    |
| 8   | Cục Quân huấn- Nhà trường              | 25.3.1946 (79 năm, 148 ngày)  | Trung tướng   | Thái Văn Minh     | Số 7, Nguyễn Tri Phương, Q. Ba Đình, Hà Nội                    |
| 9   | Cục Dân quân tự vệ                     | 12.2.1947 (80 năm, 189 ngày)  | Trung tướng   | Phạm Quang Ngân   | Số 7, Nguyễn Tri Phương, Q. Ba Đình, Hà Nội                    |
| 10  | Cục Cứu hộ - Cứu nạn                   | 9.8.2004 (21 năm, 11 ngày)    | Trung tướng   | Doãn Thái Đức     | Số 6, đường Sân Golf, Tổ 6, P. Phúc Đồng, Q. Long Biên, Hà Nội |
| 11  | Cục Tiêu chuẩn - Đo lường - Chất lượng | 3/7/1971 (54 năm, 48 ngày)    | Thiếu tướng   | Phạm Tuấn Anh     | Số 11, Phố Hoàng Sâm, Q. Cầu Giấy, Hà Nội                      |
| 12  | Viện Khoa học và công nghệ quân sự     | 12/10/1960 (64 năm, 312 ngày) | Thiếu tướng   | Nguyễn Trung Kiên | Số 17, phố Hoàng Sâm, Nghĩa Đô, Cầu Giấy, Hà Nội               |
| 13  | Đoàn Nghi lễ Quân đội                  | 20.8.1945 (80 năm, 0 ngày)    | Đại tá        | Nguyễn Thiện Học  | Số 103 Tô Vĩnh Diện, P. Khương Trung, Q. Thanh Xuân, Hà Nội    |
| 14  | Lữ đoàn 144                            | 30.10.1951 (73 năm, 294 ngày) | Đại tá        | Hoàng Ngọc Chiến  | Số 1B, Nguyễn Tri Phương, Q. Ba Đình, Hà Nội                   |
| 15  | Công ty Trường An                      |                               | Đại tá        |                   |                                                                |
| 16  | Công ty 59                             | 7.7.1977 (48 năm, 44 ngày)    | Đại tá        |                   | Số 9 Đinh Tiên Hoàng, Đa Kao, Quận 1, TP. Hồ Chí Minh          |
| 17  | Công ty 207                            | 18.5.2007 (18 năm, 94 ngày)   | Đại tá        |                   | 21 Lý Nam Đế, Quán Thánh, Q. Hoàn Kiếm, Hà Nội                 |
| 18  | Tổng Công ty 789                       | 19.7.1989 (36 năm, 32 ngày)   | Đại tá        | Nguyễn Công Hiếu  | 147 Hoàng Quốc Việt, P. Nghĩa Đô, QCầu Giấy, Hà Nội            |
| 19  | Ban Tổng kết lịch sử                   |                               | Đại tá        |                   |                                                                |
| 20  | Ban Đối ngoại                          |                               | Đại tá        |                   |                                                                |

## Hệ thống cơ quan tham mưu trong Quân đội
- Bộ Tổng tham mưu thuộc Bộ Quốc phòng.
- Bộ Tham mưu thuộc các Quân khu, Quân chủng, Bộ đội Biên phòng, Quân đoàn, Tổng cục, Binh chủng, Cảnh sát biển, Bộ Tư lệnh Thủ đô Hà Nội, và tương đương.
- Phòng Tham mưu thuộc các Sư đoàn, Lữ đoàn, Vùng Hải quân, Vùng Cảnh sát biển, Bộ Chỉ huy quân sự tỉnh, thành phố trực thuộc Trung ương, Bộ Tư lệnh Thành phố Hồ Chí Minh, Bộ chỉ huy Bộ đội Biên phòng tỉnh, thành phố trực thuộc Trung ương và tương đương.
- Ban Tham mưu thuộc các Trung đoàn, Ban chỉ huy phòng thủ khu vực và tương đương.